# Viaggio alle Azzorre del 1589

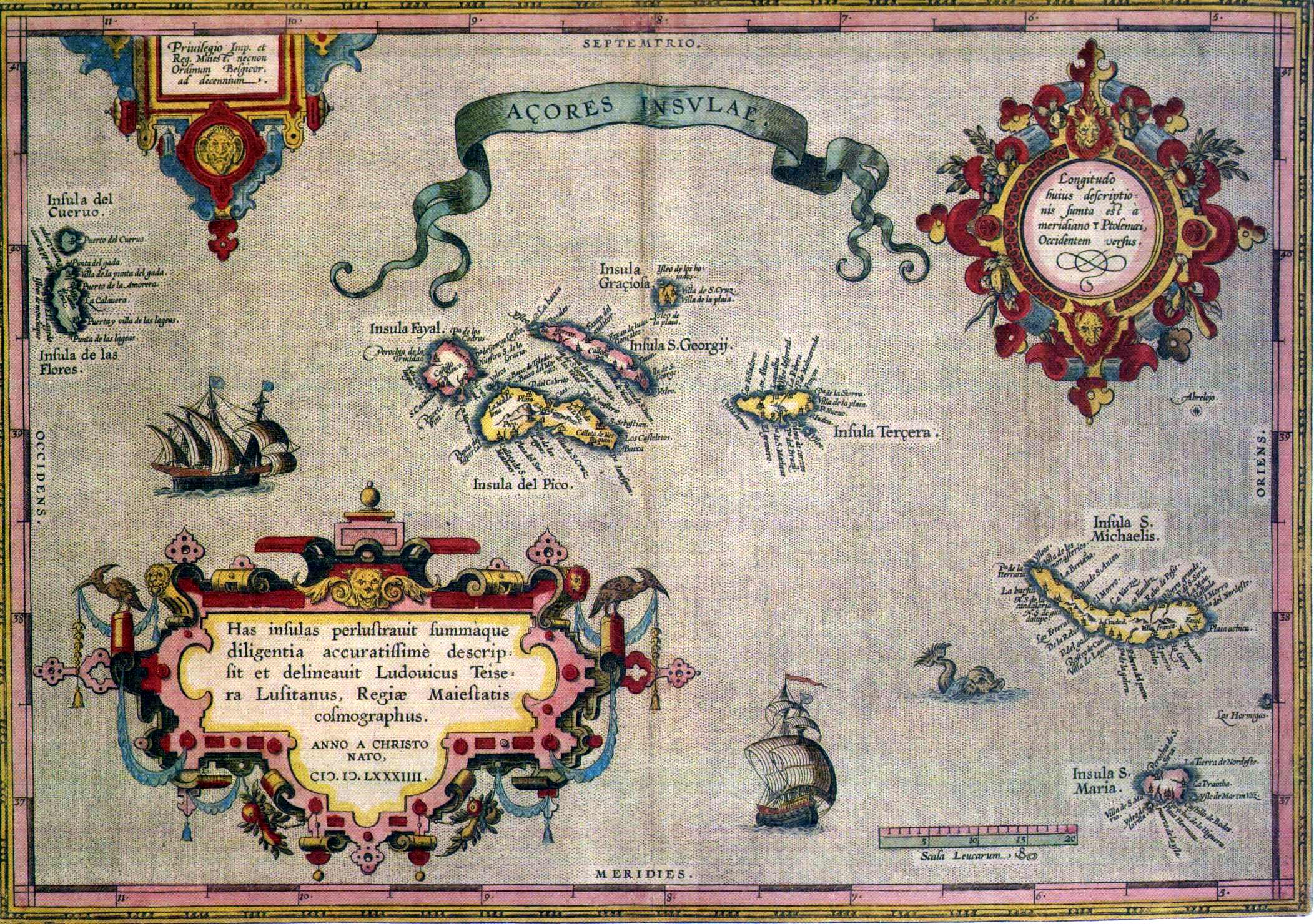
Mappa delle Azzorre del 1585

Il viaggio alle Azzorre del 1589 noto anche come Terzo viaggio del conte di Cumberland fu una serie di conflitti nelle isole Azzorre avvenuti tra agosto e settembre dell'anno 1589 da una spedizione militare guidata da George Clifford, III conte di Cumberland, nell'ambito della guerra anglo-spagnola. Le isole attaccate dagli inglesi erano difese da spagnoli e portoghesi congiuntamente. Durante le operazioni venne catturato un gran numero di navi portoghesi e spagnole e, nella battaglia di Faial, venne catturato anche il principale forte e la principale città delle isole che venne poi saccheggiata e incendiata. Gli inglesi furono in grado di fare ritorno in patria con un totale di tredici navi catturate al nemico e la spedizione fu quindi un enorme successo sia in termini militari che economici per il bottino requisito.
La spedizione ebbe anche un carattere scientifico per la partecipazione dell'eminente matematico e cartografo Edward Wright il quale ebbe modo qui di spiegare su base matematica la proiezione di Mercatore.

## Antefatto
In virtù dell'Unione Iberica, il Trattato anglo-portoghese del 1373 venne abbandonato, e scoppiò la guerra anglo-spagnola che coinvolse quindi anche i portoghesi. Le Azzorre e Capo Verde divennero l'obbiettivo degli attacchi della Royal Navy per la gran quantità di merci scambiate presso quegli arcipelaghi, provenienti dalle Americhe e dirette in Spagna.
Contemporaneamente all'organizzazione dell'Armada inglese, la regina Elisabetta I d'Inghilterra autorizzò una spedizione alle Azzorre. George Clifford, III conte di Cumberland, venne posto al comando dello squadrone di navi che comprendevano la Victory, la Meg, la Margaret e una caravella con due altri vascelli di supporto. William Monson, di appena vent'anni all'epoca, era secondo in comando col rango di capitano a bordo della Margaret. Il conte di Cumberland salpò il 18 giugno 1589 da Plymouth e fece rotta verso le coste della Spagna.

## La spedizione
Avvicinandosi alle coste della Spagna, la navi del conte di Cumberland riuscirono a catturare un gran numero di navi francesi e fiamminghe provenienti da Terranova con abbondanti carichi di pesce fresco per un valore di 4500 sterline, destinati al mercato di Lisbona. Il conte di Cumberland salpò e raggiunse le Azzorre il 1 agosto e quindi si posizionò tra esse attendendo il passaggio di qualche galeone proveniente dall'America spagnola. Nel giro di qualche giorno, il conte di Cumberland decise però di attaccare le isole per farvi rifornimento.

### São Miguel e Flores
La prima azione del conte di Cumberland fu sull'Isola di São Miguel dove usò una finta bandiera spagnola per giocare le forze iberiche e procedere verso Ponta Delgada, la capitale locale, dove colse di sorpresa e catturò quattro piccole caracche portoghesi. Queste erano cariche di barili di olio d'oliva e di 30 barili di vino Madeira oltre che a vestiti in lana, seta e taffetà.
Il 14 agosto la flotta si spostò sull'isola di Flores per fare rifornimento di acqua e cibo, ma mentre si trovava in quel luogo ebbe notizia che alcune navi spagnole e portoghesi si trovavano all'ancora dell'isola di Terceira. Gli inglesi quindi si diressero velocemente all'isola.

### Terceira
Al suo arrivo il conte di Cumberland salpò verso la Baia di Angra, venne avvistato, si trovò intrappolato ed immediatamente lanciò il proprio attacco alle navi portoghesi e spagnole in loco. Venne assistito in questa operazione da un'altra nave inglese, la Barke of Lyme, uno dei vascelli di sir Walter Raleigh comandato dal capitano Marksburie, nave che si trovava casualmente nei pressi. Sotto il fuoco dei forti alla riva, assaltò sette navi; la più grande era un galeone spagnolo che tentava di fuggire, ma da cui gli inglesi recuperarono perle, argento e 200 000 ducati d'oro. Un tentativo venne fatto anche di catturare un grande galeone portoghese che però riuscì a fuggire durante lo scontro. Una caracca portoghese proveniente dalla Malacca e dall'India venne catturata ed abbordata. In tutto vennero catturate sette navi tra cui le navi spagnole Nuestra Señora del Loreto, San Juan, El Espiritu Sanctu e San Cristobal che provenivano dall'America spagnola. Tra le ricchezze recuperate si contarono seta, oro, argento e porcellana. Dalle due navi portoghesi gli inglesi ricavarono zanne di elefante, grano, cocco e pelli di capre della Guinea. Gli inglesi dopo lo scontro si portarono verso l'isola di Faial.

### Faial

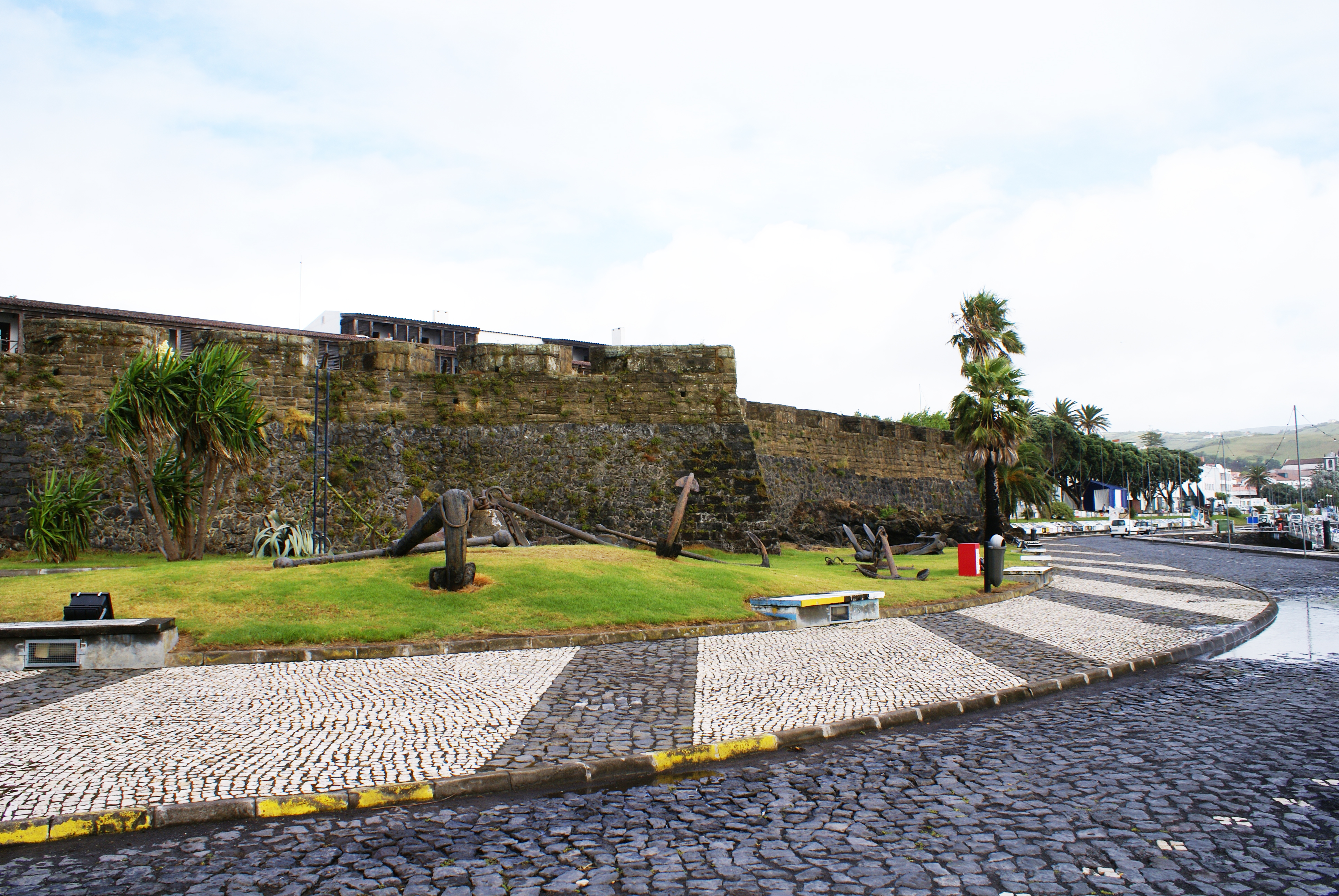
Il forte di Santa Cruz oggi, fortificazione assaltata dal conte di Cumberland nel 1589

Il 6 settembre 1589 la flotta inglese giunse al largo di Horta nel porto di Faial. Il Forte de Santa Cruz che dominava il porto venne avvicinato durante un periodo di resa e venne chiesta dagli inglesi la resa dell'abitato intero, ma il governatore locale si rifiutò intenzionato a dimostrare "la propria fedeltà a re Filippo di Spagna". Dopo aver fatto ciò 300 soldati inglesi sbarcarono sulla spiaggia di Lagoa, lanciarono un attacco e riuscirono a conquistare il villaggio, saccheggiandone le costruzioni e costringendo gli abitanti locali a fuggire. Per quattro giorni le scorrerie continuarono senza sosta e gli inglesi chiesero anche un riscatto di 2000 ducati per l'abbandono della cittadina. Le autorità locali decisero quindi di pagare la somma richiesta, in gran parte con la fusione degli oggetti in argento presenti nelle chiese. Quando gli inglesi attaccarono il forte, la struttura era difesa da meno di cinquanta soldati spagnoli e portoghesi che vennero vinti in breve tempo. Il governatore Diego Gomez, ottenne comunque un salvacondotto firmatogli personalmente dal conte di Cumberland. Dal sito vennero requisiti cinquantotto cannoni di ferro.
Dopo aver bottinato, la flotta salpò verso la vicina isola di Graciosa dove venne condotto un nuovo attacco. Gli abitanti portoghesi innalzarono comunque subito bandiera bianca e gli inglesi poterono quindi requisire in loco sessanta barili di vino, cibo e acqua fresca e quindi salparono verso altre mete. Mentre si trovava a Graciosa, il conte di Cumberland non seppe dell'arrivo a Terceira di una flotta tesoriera spagnola.

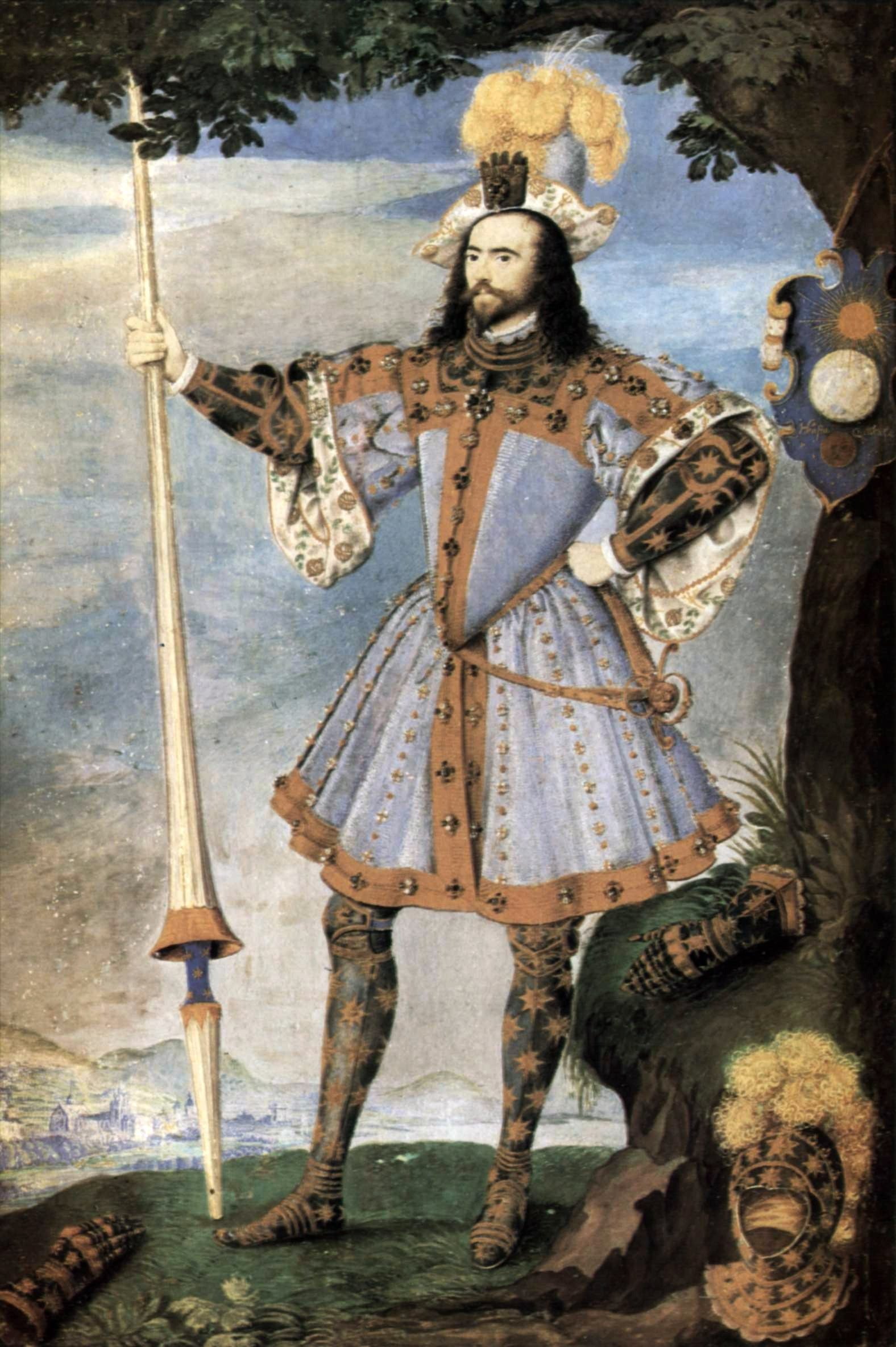
George Clifford, conte di Cumberland, in un ritratto di Nicholas Hilliard

### Santa Maria
I bottini successivi vennero presi sull'Isola di Santa Maria, dove gli inglesi conquistarono una piccola caracca portoghese proveniente dal Brasile con a bordo dello zucchero, ma questo fu uno scontro non facile per i britannici che persero due uomini e si ritrovarono con sedici feriti a fine scontro. Il conte di Cumberland inviò la  Margaret (che si trovava pesantemente danneggiata) ad accompagnare il vascello catturato in Inghilterra assieme ai feriti. Poco dopo il suo arrivo il conte di Cumberland pianificò l'attacco alle fortificazioni dell'isola, condotto su consiglio strategico del capitano Lister.
Dopo essere sbarcati a Vila do Porto i soldati inglesi si arrampicarono lungo una parete rocciosa a Conceição dove dovettero fronteggiare i cannoni dei difensori al comando del capitano maggiore Brás Soares de Albergaria e del suo aiutante, André de Sousa (come ricordato da padre Manoel Corvelo, che fu un partecipante attivo dello scontro, esortando i difensori con un'immagine della Vergine Maria tra le mani). Gettando rocce dalla scogliera, i portoghesi riuscirono ad infliggere qualche perdita, causando disordine e confusione tra gli inglesi, i quali si dovettero ritirare dietro le loro barche con moschetti ed archibugi. Lo stesso conte di Cumberland venne ferito alla testa ed alle gambe, mentre il capitano Lister venne colpito da un moschetto ad una spalla.
Gli uomini del conte di Cumberland si ritirarono presso le navi ancorate al largo dell'isola di Santa Maria ed alcuni giorni dopo avvistarono un vascello che si stava avvicinando che venne ben presto catturato: la nave, portoghese, trasportava 110 tonnellate di merci dal Brasile, tra cui 410 ceste di zucchero ed una gran quantità di legno di Pernambuco. Sulla base delle informazioni ottenute a bordo, gli inglesi inseguirono un altro vascello fratello nei paraggi, la Nuestra Señora de Guia. Due giorni dopo la Victory avvistò la nave spagnola, la attaccò e la vinse col supporto della Meg. Dopo un breve scontro il galeone si arrese; il capitano era un italiano che aveva con sé 25 000 ducati per la spedizione. Lo stesso conte di Cumberland condusse l'esame di quanto si trovava a bordo: venne rinvenuto dell'indaco, della cocciniglia ed alcune ceste di zucchero, oltre a piatti cinesi e d'argento.
La flotta si diresse a questo punto in direzione dell'Inghilterra dove giunse poco dopo Natale col ricco bottino accumulato.

## Viaggio cartografico

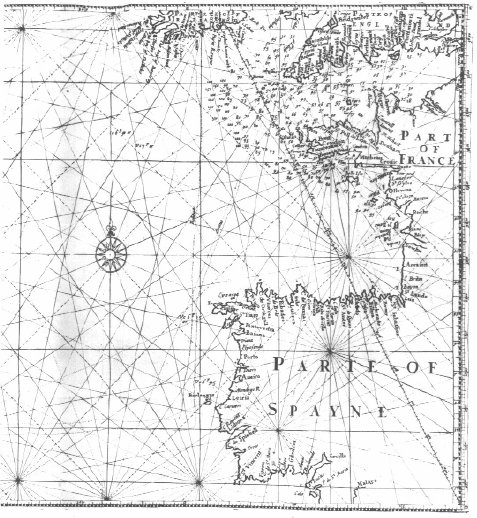
La mappa di Edward Wright per viaggiare verso le Azzorre

La rotta della spedizione venne accuratamente preparata da Edward Wright, noto matematico e cartografo inglese. Wright era membro del Gonville and Caius College nell'Università di Cambridge ed aveva ottenuto commissione dalla regina Elisabetta I d'Inghilterra di condurre degli studi durante la spedizione militare del conte di Cumberland alle Azzorre. Derek Ingram, altro socio del Caius, lo definì come "l'unico associato del Caius ad essersi preso una pausa sabbatica per aderire alla pirateria".
Nel 1599, dieci anni dopo la spedizione, Wright creò e pubblicò la prima mappa del mondo interamente prodotta in Inghilterra e la prima ad utilizzare la proiezione di Mercatore dalla prima mappa del 1569 disegnata dallo stesso Gerardo Mercatore. La pubblicazione ebbe il titolo di Certaine Errors.

## Conseguenze
Col successo generale della spedizione le navi fecero rotta verso l'Inghilterra ma nel viaggio di ritorno vennero colpite da una pesante tempesta che andò ad aggiungersi alle condizioni sanitarie già pessime a bordo per lo svilupparsi di malattie e della mancanza di cibo. Molti uomini morirono di sete nel viaggio di ritorno quando quest'ultima terminò. Dopo una breve sosta in Irlanda per fare rifornimento e per i pesanti venti che avevano sospinto le navi troppo lontano dalla loro rotta, il gruppo venne a sapere che la nave Margaret con la preda più ambita, la Nuestra Señora de Guia, si era arenata lungo le coste della Cornovaglia presso Mount's Bay. Il capitano Lister e la maggior parte della ciurma ad eccezione di soli sei uomini erano annegati, ma la maggior parte dei beni si era salvata grazie all'intervento di sir Francis Godolphin. Le navi incontrarono un'altra tempesta presso Plymouth e per questo rinunciarono all'idea di tornare al porto di origine, attraccando a Falmouth il 27 dicembre. Il conte di Cumberland, trionfante per il successo dell'impresa, non appena giunto a Londra seppe però della morte del suo primogenito, ma della nascita di una bambina che sua moglie attendeva in grembo alla sua partenza.
Le fortezze delle Azzorre vennero riparate e rinforzate dagli spagnoli, soprattutto con l'apporto di nuovi cannoni e in numero maggiore dato che si era capito che quelli esistenti erano risultati insufficienti a respingere un attacco via mare. Questi armamenti nuovi vennero messi alla prova nell'agosto del 1597 quando Walter Raleigh ed i suoi uomini attaccarono, saccheggiarono e posero a ferro e fuoco il villaggio di Horta, nel corso delle campagne militari di Robert Devereux, II conte di Essex durante la Spedizione Essex-Raleigh.
L'esploratore John Davis prese parte alla spedizione.